# Meshuggah
I Meshuggah sono un gruppo musicale proveniente da Umeå, in Svezia. Fondati nel 1987, la formazione dei Meshuggah era inizialmente composta da Jens Kidman alla voce, da Fredrik Thordendal alla chitarra solista, da Tomas Haake alla batteria, che si unì nel 1990, e da Mårten Hagström alla chitarra ritmica, che entrò a far parte del progetto nel 1993. La band non ha avuto membri fissi al basso sino al 2004, quando tale ruolo è stato preso definitivamente da Dick Lövgren.
I Meshuggah hanno riscosso successo a livello internazionale con la pubblicazione dell'album Destroy Erase Improve, caratterizzato dell'insolita fusione tra diversi stili musicali come il math rock, thrash metal, progressive metal. Con l'uscita di Nothing, i Meshuggah hanno iniziato a far uso di chitarre da otto corde accordate a semitoni bassi. La rivista Rolling Stone ha definito i Meshuggah come una delle band più importanti del panorama hard rock e heavy metal internazionale, mentre la rivista Alternative Press li ha definiti come la band djent più importante, nonché la fautrice del genere.
Nothing e gli album successivi sono entrati nelle classifiche degli album più venduti negli Stati Uniti d'America, stilata dalla rivista Billboard, e nel 2006 e nel 2009 la band è stata nominata per i Grammy Awards svedesi.
Tra i dischi dei Meshuggah di maggior successo vi è obZen del 2008, giunto al 59º posto della Billboard 200, con 50 000 copie vendute negli Stati Uniti nei primi sei mesi dall'uscita.
Dalla loro formazione, i Meshuggah hanno pubblicato nove album in studio, sei EP e due album dal vivo.

## Storia

### Formazione e primi anni (1987–1989)
I Meshuggah si formano nel 1987, inizialmente con il nome "Calipash", per iniziativa del cantante Jens Kidman, del chitarrista Johan Sjögren, del bassista Jörgen Lindmark e del batterista Per Sjögren. La parola "meshuggah" in Yiddish significa "pazzo". Il gruppo registra svariati demo prima che Kidman lasciasse la band, portandola allo scioglimento e formasse successivamente un'altra band, i Calipash, con il chitarrista Torbjörn Granström, il bassista Peter Nordin e il batterista Nicolas Lundgren. Granström viene in seguito sostituito dal chitarrista Fredrik Thordendal, proveniente dai Metallien, gruppo con all'attivo solo qualche demo. Kidman, che suona anche la chitarra, e Thordendal decidono di riprendere il nome Meshuggah per la nuova band. Nel 1989 il gruppo pubblica un EP di tre canzoni, Meshuggah, noto anche come Psykisk Testbild. Questo vinile da 12" viene pubblicato in sole 1000 copie, venduto tramite un'etichetta locale chiamata Garageland.

### Il contratto con la Nuclear Blast eContradictions Collapse(1990–1994)
Dopo la sostituzione del batterista Nicolas Lundgren con Tomas Haake nel 1990, i Meshuggah firmano un contratto con l'etichetta heavy metal tedesca Nuclear Blast e registrano il loro debutto, Contradictions Collapse. Il disco, originariamente intitolato (All This Because of) Greed, viene pubblicato nel 1991. L'album riceve giudizi positivi, ma non ha successo commerciale. Kidman decide di concentrarsi sulla voce e il chitarrista ritmico Mårten Hagström, che aveva già suonato con Haake ai tempi del liceo, entra a far parte della band. Nel 1993, con questo nuovo assetto, il gruppo registra None, Nello stesso periodo due incidenti bloccano l'attività del gruppo: Thordendal, che lavora come operaio, si taglia la punta del dito medio della mano sinistra e Haake si ferisce a una mano. L'EP Selfcaged viene infatti registrato tra l'aprile e il maggio del 1994, ma a causa degli incidenti, l'uscita viene posticipata al 1995.

### Destroy Erase Improve(1995–1997)
Nel 1995, dopo un tour europeo organizzato dalla Nuclear Blast, la band ritorna in studio per registrare l'album Destroy Erase Improve. Durante il tour promozionale dell'album, il bassista Peter Nordin accusa problemi all'orecchio causati dal nervo acustico, che lo costringono a lasciare il tour e tornare in Svezia. I Meshuggah decidono di continuare come band composta da quattro elementi, con Thordendal a coprire temporaneamente il ruolo di bassista. Già in altri tempi, il gruppo suonò con due chitarre, una delle quali (Hagström) suonata un'ottava sotto tramite un pitchshifter. Destroy Erase Improve viene pubblicato nel maggio del 1995, supportato da un ottimo marketing della Nuclear Blast e giudizi positivi da parte dei critici musicali. Nella metà del 1995, Nordin decide di lasciare definitivamente la band per motivi di salute e viene sostituito da Gustaf Hielm, che esordisce con il gruppo ad Amburgo.
Tra il 1996 e il 1997, Thordendal lavora sul proprio album solista Sol Niger Within, uscito nel marzo 1997 in Scandinavia e nel mese seguente in Giappone. Nel maggio 1997 i Meshuggah si spostano a Stoccolma per chiudere con il loro management e con l'industria discografica in generale. Un nuovo EP, The True Human Design viene registrato e pubblicato nella fine del 1997. Contiene una canzone di studio, Sane, una canzone ripresa dal vivo e due versioni del singolo Future Breed Machine, dall'album Destroy Erase Improve.
L'album solista di Thordendal viene simultaneamente pubblicato negli Stati Uniti e i Meshuggah iniziano a lavorare a un nuovo album verso la fine dell'anno.

### ChaosphereeNothing(1998–2002)
Il bassista Gustaf Hielm entra ufficialmente nel gruppo nel gennaio 1998, dopo due anni come membro turnista per i concerti dal vivo. Nel frattempo, la Nuclear Blast rimasterizza Contradictions Collapse con l'aggiunta di canzoni dall'EP None. Nel maggio del 1998, il titolo del loro nuovo album, Chaosphere, viene annunciato e successivamente registrato. Dopo l'uscita dell'album, i Meshuggah tengono la loro prima performance negli Stati Uniti, al Milwaukee Metalfest e nel 1999 si uniscono agli Slayer nel loro tour americano. Il nuovo album e le performance dal vivo suscitano l'attenzione delle riviste specializzate di chitarra, batteria e di musica metal. Nella metà del 1999, la band inizia a scrivere nuovo materiale. Nell'attesa di un nuovo album, una collezione di demo (dall'EP Meshuggah), remix e canzoni mai pubblicate dalle sessioni di Chaosphere viene pubblicata nell'album Rare Trax. Nel 2001, per ragioni non rivelate, il bassista Hielm lascia la band.
Nel marzo del 2002, dopo un tour con i Tool, i Meshuggah registrano un demo di tre tracce con le partiture di batteria programmate in studio col Drumkit from Hell, software alla cui creazione ha collaborato Tomas Haake, basato su campionamenti da lui suonati. L'album in attesa viene registrato nel mese di maggio nell'arco di cinque, sei settimane. Una decisione all'ultimo minuto per entrare a far parte dell'edizione del 2002 dell'Ozzfest costringe il gruppo a mixare l'album in due giorni e registrarlo in uno.
L'album Nothing viene pubblicato nell'agosto del 2002 e riesce a vendere 6525 copie nella prima settimana e negli Stati Uniti raggiunge la posizione numero 165 nella Billboard 200. Alla fine del 2002 la band torna in tour negli Stati Uniti con i Tool, questa volta da headliner.

### Catch ThirtythreeeobZen(2003-2008)
Nel febbraio 2004 il bassista Dick Lövgren entra ufficialmente nella band. I Meshuggah registrano successivamente l'EP I, che contiene un unico brano da 21 minuti, pubblicato dalla Fractured Transmitter Records. Il 31 maggio 2005 viene pubblicato l'album Catch Thirtythree, che debutta alla posizione numero 170 nella "Billboard Top 200 chart" nel giugno del 2005 vendendo settemila copie nella prima settimana e facendo guadagnare al gruppo una nomina svedese ai Grammy.
Nel dicembre del 2005, a 10 anni di distanza dalla prima uscita presso la Warner/Chappell Music Scandinavia, i Meshuggah hanno esteso nuovamente la propria cooperazione alla compagnia. Nel novembre del 2005, il gruppo si dichiara insoddisfatto della produzione di Chaosphere e Nothing, registrati e mixati in tempi troppo brevi a causa degli allora imminenti impegni per il tour americano dell'Ozzfest
A seguito di ciò, una versione remixata e rimasterizzata di Nothing con nuove parti di chitarra registrate viene pubblicata in un'edizione speciale il 31 ottobre 2006 dalla Nuclear Blast Records, che include un DVD video con filmati ripresi dal vivo al Download Festival e videoclip ufficiali dei singoli Rational Gaze, Shed e New Millennium Cyanide Christ.
Nello stesso anno, i Meshuggah tornano in studio per registrare il loro nuovo album, obZen, pubblicato nel marzo 2008. L'album vende 11 400 copie nella prima settimana e raggiunge la posizione numero 59 nella "Billboard Top 200 chart". La pubblicazione è seguita da un tour mondiale, iniziata negli Stati Uniti e proseguita in Europa, Asia e Australia. Nel maggio del 2008, i Meshuggah pubblicano il videoclip del singolo Bleed, prodotto da Ian McFarland.

### KolosseThe Violent Sleep of Reason(2012-2016)
Il 23 marzo 2012 esce, sotto la Nuclear Blast Records, il settimo album della band, intitolato Koloss.
Nel 2014 pubblicano The Ophidian Trek, una raccolta di performance live in onore dei 25 anni del gruppo. Due anni più tardi è la volta dell'ottavo album The Violent Sleep of Reason.

### Immutable(2022-presente)
Pubblicato il 1° aprile 2022 dalla Atomic Fire Records, Immutable è il nono album della band (il primo non pubblicato dalla Nuclear Blast Records), composto da 13 brani definiti da pubblico e critica "opprimenti" nei toni e nei ritmi, pur mantenendo il sound tradizionale del gruppo.

## Formazione
Attuale
- Jens Kidman – voce (1987-presente), chitarra ritmica (1987-1992, 2005), basso (2005)
- Fredrik Thordendal – chitarra solista e chitarra ritmica, sintetizzatore, cori (1987-2017, 2021-presente)
- Tomas Haake – batteria, spoken word (1990-presente)
- Mårten Hagström – chitarra ritmica, cori (1993-presente)
- Dick Lövgren – basso (2004-presente)

Turnisti
- Per Nilsson – chitarra solista e ritmica (2017-2021)

Ex componenti
- Nicolas Lundgren – batteria (1987-1990)
- Peter Nordin – basso (1987-1995)
- Gustaf Hielm – basso (1998-2004, come turnista dal 1996 al 1998)

## Discografia

### Album in studio
- 1991 – Contradictions Collapse
- 1995 – Destroy Erase Improve
- 1998 – Chaosphere
- 2002 – Nothing
- 2005 – Catch Thirtythree
- 2008 – ObZen
- 2012 – Koloss
- 2016 – The Violent Sleep of Reason
- 2022 – Immutable

### Album dal vivo
- 2010 – Alive
- 2014 – The Ophidian Trek

### Raccolte
- 2001 – Rare Trax
- 2009 – The Singles Collection
- 2016 – 25 Years of Musical Deviance

### EP
- 1989 – Meshuggah
- 1994 – None
- 1995 – Selfcaged
- 1997 – The True Human Design
- 2004 – I
- 2013 – Pitch Black

### Split
- 1996 – Future Breed Machine/Roswell 47
- 2002 – Nothing/Reroute to Remain